# مقاطعة لبنان (بنسلفانيا)
مقاطعة لبنان (بالإنجليزية: Lebanon County, Pennsylvania)‏ هي إحدى مقاطعات ولاية بنسلفانيا في الولايات المتحدة. بلغ عدد سكانها 133568 نسمة في عام 2010 حسب إحصاء مكتب تعداد الولايات المتحدة.

## وصلات خارجية
- http://www.lebcounty.org/Pages/default.aspx